# Aanbodeconomie
Aanbodeconomie is een macro-economische theorie, die gebeurtenissen en ontwikkelingen in economie en maatschappij vooral tracht te verklaren door analyse van economische aanbodfactoren, en tracht te sturen door verandering daarvan. Deze stroming in de economische wetenschap hecht grote betekenis aan de positieve en negatieve prikkels die verandering teweeg kunnen brengen aan de aanbodzijde van een markt, zoals de hoeveelheid en kwaliteit van productiefactoren (natuurlijke hulpbronnen, arbeid, kapitaal), het aanbod van goederen en diensten, belastingdruk, overheidsregels en dergelijke.

## De theorie
Sterk vereenvoudigd stellen aanbodeconomen: als het aanbod groeit, wordt de marktpijs lager en wordt er meer afgezet. Bij het oplossen van economische problemen als werkloosheid, wordt bekeken of veranderingen aan de aanbodkant tot verbetering kunnen leiden, zoals verhoging of verlanging van lonen, uitkeringen, belastingen of investeringen in productiemiddelen, infrastructuur of onderwijs. Lagere belastingtarieven betekenen volgens hen een stimulans voor ondernemers tot investeren en risico nemen, de bevolking zal met een hoger netto-inkomen meer consumptieve uitgaven doen, wat leidt tot grotere winsten voor ondernemingen waardoor de belastingbasis zal verbreden. Overheden moeten een aanbodbeleid opstellen en uitvoeren.
De opvatting behoort tot het klassiek of economisch liberalisme en staat ook bekend als "klassieke school", internationaal wordt het begrip supply-side economics gebruikt.
In deze theorie wordt met het begrip aanbod iets anders bedoeld dan aangeboden hoeveelheid. De aangeboden hoeveelheid is een gegeven bij een bepaalde constellatie van aanbodfactoren, die tot een bepaalde prijs en een bepaalde afzet op de markt voert. 

## Grondleggers en ontwikkelaars
Basis voor de theorie werd gelegd door de Schot Adam Smith met zijn werk An Inquiry into the Nature and Causes of The Wealth of Nations (1776). Hierin levert hij diepgaand kritiek op de heersende ideeën, theorieën en praktijken van het mercantilisme, waarbij Europese overheden de internationale handel sterk reguleerden in het voordeel van de eigen natie met als doel de eigen staatsmacht en het eigen vermogen te versterken ten nadele van andere mogendheden. Smith zag hierin  een "samenzwering" van zakenwereld, industrie en regering, ten nadele van het volk. Hij pleitte voor een markt met vrije prijsmechanismen, zonder sturing van de overheid ten behoeve van nationale industrie- en handelsbelangen, waar consumenten handelend in gerechtvaardigd eigenbelang een beter instrument zijn voor sturing van de markt, dan overheden. De voordelen zouden als door een onzichtbare hand geleid, de hele maatschappij ten goede komen. Smith inspireerde met zijn werken niet alleen de theoretici van de aanbodeconomie, maar wordt algemeen beschouwd als grondlegger van het moderne macro-economische denken.
De Engelsen David Ricardo (1772–1823) en Thomas Malthus (1766-1834) werkten de zienswijzen van Smith uit. De Fransman Jean-Baptiste Say (1767-1832) voegde toe, dat naast productiefactoren ook de waarde die potentiële afnemers van een product of dienst daaraan willen of kunnen toekennen, een grote rol speelt. Say ontwikkelde de wetmatigheid: ‘elk aanbod schept zijn eigen vraag‘. Stimulering van de productie, groei van aanbod, heeft min of meer automatisch stimulering en groei van de vraag tot gevolg.
Deze theorieën kunnen nu het beste worden begrepen en gebruikt, als ze worden bekeken in samenhang met de maatschappelijke en economische ontwikkelingen in die periode, zoals opkomst van de burgerij en industrialisatie, in de betreffende regio.
Vanaf het midden van de 20e eeuw werd de theorie verder ontwikkeld met ideeën en zienswijzen van de economen / filosofen Robert Hayek (Oostenrijk), Robert Mundell (Canada) en Arthur Laffer (VS). Laffer wees op de mogelijkheid dat belastingverlaging door de overheid voor ondernemingen en ondernemers, als stimulans voor ondernemers kon werken, de winsten verhogen en zo op de langere duur ook de inkomsten voor de overheid. De voordelen zouden vanzelf van boven, van de ondernemingen en meest welvarende burgers, naar beneden druppelen ("trickle-down") en de hele bevolking ten goed komen.

## Toepassingen
In Groot-Brittannië is de economische politiek van voormalig premier Margaret Thatcher, bijgenaamd "Thatcherisme", sterk beïnvloed door aanbodeconomische theorieën. Op basis daarvan volgde de privatisering van wereldwijd opererende bedrijven met sleutelposities in economie en maatschappij als Britsh Petrol (BP) en British Airways; de deregulering van de energie- en telecommarkt en de invoering van aanbestedingsregels.
De theorie werd in de Verenigde Staten onder andere ingezet door Herbert Stein, economisch adviseur van voormalig President Richard Nixon en was deel van de politieke strategie van voormalig President van de Verenigde Staten Ronald Reagan, wiens economische politiek de bijnaam "Reaganomics" kreeg. Een van Reagan's adviseurs was aanbodeconoom Laffer, die nu z'n eigen theorie in de praktijk kon omzetten, voorts benoemde Reagan aanbodeconomie-aanhanger Steve Forbes als hoofd van de Raad voor internationale uitzendingen (Board for International Broadcasting), die met Radio Free Europe en Radio Liberty de Amerikaanse normen en waarden in Oost-Europa verbreidden.

## Aanbodeconomen versus monetaristen en keynesianen
Aanbodeconomen zijn het niet altijd eens met het monetarisme van onder andere Milton Friedman. Aanbodeconomen hebben liever een losser monetair beleid dan het strakke geldreguleringsbeleid dat de monetaristen voorstaan. Ze zijn op dit punt meer verwant met de volgers van de theorieën van John Maynard Keynes ("keynesianen"), die ook de nadruk leggen op economische groei en budgettair beleid met als doel de werkloosheid te bestrijden. De Keynesianen stellen daarbij echter de vraagkant aan de economische markt centraal en willen vooral de bestedingen stimuleren. In tijden van recessie kan de overheid de bestedingen verhogen door grote infrastructuurwerken uit te voeren, zoals bijvoorbeeld de bouw van wegen, bruggen en scholen. Volgens de aanbodeconomen zouden belastingverlagingen en deregulering de productie en de werkgelegenheid verhogen en het sparen en investeren stimuleren.